# Tour d'Espagne 1965
La 20e édition du Tour d'Espagne s'est déroulée entre le 29 avril et le 16 mai 1965 entre Vigo et Bilbao. Il se composait de 18 étapes pour un total de 3 409,8 km. Il a été remporté par l'Allemand Rolf Wolfshohl devant son coéquipier Raymond Poulidor.

## Résumé de la course
Redite de la Vuelta 1962, avec cette fois-ci l’Allemand Rolf Wolfshohl dans le rôle de Rudi Altig, et de Raymond Poulidor, tenant du titre,  dans le rôle de Jacques Anquetil. Si le Français parait favori après avoir pris le maillot de leader à Rik Van Looy après 4 jours de course, à la suite du premier contre-la-montre disputé cette année-là, il vient le céder à son coéquipier germanique dès la mi-parcours via une première échappée, puis une deuxième qui lui est fatale. Avec plus de 12 minutes de retard au général, Poulidor ne réussira pas à remonter ce déficit jusqu’à Madrid. Contrairement à Anquetil en 1962, il n'abandonnera pas et finira deuxième à 6 minutes 36 de Rolf Wolfshohl. Ce sera l'année des secondes places pour Poulidor, battu en juillet au Tour de France par l'Italien Felice Gimondi.

## Équipes engagées
- Mercier-BP
- Ferrys
- Solo-Superia
- KAS
- Portugal
- Ford-Gitane
- Montjuich-Tedi
- Inuri-Margnat
- Olsa
- Wiels-Groene

## Classement général
| \| 1. \| Rolf Wolfshohl \| Allemagne \| Mercier - BP \| en \| 92 h 36 min 03 s \| \| \| 2. \| Raymond Poulidor \| France \| Mercier - BP \| + \| 6 min 36 s \| \| \| 3. \| Rik Van Looy \| Belgique \| Solo - Superia \| + \| 8 min 55 s \| \| \| 4. \| Fernando Manzaneque \| Espagne \| Ferrys \| + \| 12 min 48 s \| \| \| 5. \| Carlos Echeverría \| Espagne \| KAS \| + \| 15 min 54 s \| \| \| 6. \| Francisco Gabica \| Espagne \| KAS \| + \| 20 min 03 s \| \| \| 7. \| Hans Junkermann \| Allemagne \| Inuri - Margnat \| + \| 20 min 13 s \| \| \| 8. \| Jean-Claude Wuillemin \| France \| Montjuich - Tedi \| + \| 20 min 13 s \| \| \| 9. \| Antonio Gómez del Moral \| Espagne \| KAS \| + \| 23 min 04 s \| \| \| 10. \| Federico Bahamontes \| Espagne \| Inuri - Margnat \| + \| 23 min 13 s \| \| |                         |           |                  |    |                  |  |
| 1. | Rolf Wolfshohl          | Allemagne | Mercier - BP     | en | 92 h 36 min 03 s |  |
| 2. | Raymond Poulidor        | France    | Mercier - BP     | +  | 6 min 36 s       |  |
| 3. | Rik Van Looy            | Belgique  | Solo - Superia   | +  | 8 min 55 s       |  |
| 4. | Fernando Manzaneque     | Espagne   | Ferrys           | +  | 12 min 48 s      |  |
| 5. | Carlos Echeverría       | Espagne   | KAS              | +  | 15 min 54 s      |  |
| 6. | Francisco Gabica        | Espagne   | KAS              | +  | 20 min 03 s      |  |
| 7. | Hans Junkermann         | Allemagne | Inuri - Margnat  | +  | 20 min 13 s      |  |
| 8. | Jean-Claude Wuillemin   | France    | Montjuich - Tedi | +  | 20 min 13 s      |  |
| 9. | Antonio Gómez del Moral | Espagne   | KAS              | +  | 23 min 04 s      |  |
| 10. | Federico Bahamontes     | Espagne   | Inuri - Margnat  | +  | 23 min 13 s      |  |

## Étapes
| N°   | Date     | Villes étapes                  | km       | Vainqueur d'étape       | Leader du général |
| 1re  | 29 avril | Vigo                           | 168      | Rik Van Looy            | Rik Van Looy      |
| 2e   | 30 avril | Pontevedra - Lugo              | 150      | Rik Van Looy            | Rik Van Looy      |
| 3e   | 1er mai  | Lugo - Gijón                   | 247      | Rudi Altig              | Rik Van Looy      |
| 4ea  | 2 mai    | Mieres - Pajares               | 41 (CLM) | Raymond Poulidor        | Rik Van Looy      |
| 4eb  | 2 mai    | Pajares - Palencia             | 189      | Carlos Echeverría       | Raymond Poulidor  |
| 5e   | 3 mai    | Palencia - Madrid              | 238      | Fernando Manzaneque     | Raymond Poulidor  |
| 6e   | 4 mai    | Madrid - Cuenca                | 161      | Manuel Martín Piñera    | Raymond Poulidor  |
| 7e   | 5 mai    | Albacete - Benidorm            | 212      | Rik Van Looy            | Raymond Poulidor  |
| 8e   | 6 mai    | Benidorm - Sagonte             | 174      | Jean-Claude Wuillemin   | Rolf Wolfshohl    |
| 9e   | 7 mai    | Sagonte - Salou                | 237      | Rik Van Looy            | Rolf Wolfshohl    |
| 10ea | 8 mai    | Salou - Barcelone              | 115      | Frans Melckenbeeck      | Rolf Wolfshohl    |
| 10eb | 8 mai    | Barcelone                      | 50       | Julio Jiménez           | Rolf Wolfshohl    |
| 11e  | 9 mai    | Barcelone - Andorre-la-Vieille | 241      | Esteban Martín          | Rolf Wolfshohl    |
| 12e  | 10 mai   | Andorre-la-Vieille - Lérida    | 158      | Rik Van Looy            | Rolf Wolfshohl    |
| 13e  | 11 mai   | Lérida - Saragosse             | 190      | José Martín Colmenarejo | Rolf Wolfshohl    |
| 14e  | 12 mai   | Saragosse - Pampelune          | 193      | Rik Van Looy            | Rolf Wolfshohl    |
| 15e  | 13 mai   | Pampelune - Bayonne            | 149      | Rik Van Looy            | Rolf Wolfshohl    |
| 16e  | 14 mai   | Bayonne - Saint-Sébastien      | 61 (CLM) | Raymond Poulidor        | Rolf Wolfshohl    |
| 17e  | 15 mai   | Saint-Sébastien - Vitoria      | 214      | Rik Van Looy            | Rolf Wolfshohl    |
| 18e  | 16 mai   | Vitoria - Bilbao               | 222      | Manuel Martín Piñera    | Rolf Wolfshohl    |

## Classements annexes
| \| 1. \| Rik Van Looy \| Belgique \| Solo - Superia \| 243 points \| \| 2. \| Frans Verbeeck \| Belgique \| Wiels-Groene \| 195 points \| \| 3. \| Michel Grain \| France \| Ford - Gitane \| 191 points \| |                |          |                |            |
| 1. | Rik Van Looy   | Belgique | Solo - Superia | 243 points |
| 2. | Frans Verbeeck | Belgique | Wiels-Groene   | 195 points |
| 3. | Michel Grain   | France   | Ford - Gitane  | 191 points |

| \| 1. \| Julio Jiménez \| Espagne \| KAS \| 62 points \| \| 2. \| Antonio Gómez del Moral \| Espagne \| KAS \| 47 points \| \| 3. \| Esteban Martín \| Espagne \| Ferrys \| 38 points \| |                         |         |        |           |
| 1. | Julio Jiménez           | Espagne | KAS    | 62 points |
| 2. | Antonio Gómez del Moral | Espagne | KAS    | 47 points |
| 3. | Esteban Martín          | Espagne | Ferrys | 38 points |

| \| 1. \| José Segú \| Espagne \| Montjuich - Tedi \| 22 points \| |           |         |                  |           |
| 1.                                                                | José Segú | Espagne | Montjuich - Tedi | 22 points |

| \| 1. \| Mercier - BP \| France \| 277 h 53 min 09 s \| |              |        |                   |
| 1.                                                      | Mercier - BP | France | 277 h 53 min 09 s |

## Liste des coureurs
| Mercier BP | Ferrys | Solo Superia |
| - 1 Raymond Poulidor (Fra) - 2 Robert Cazala (Fra) - 3 Georges Chappe (Fra) - 4 Barry Hoban (Gbr) - 5 André Le Dissez (Fra) - 6 Frans Melckenbeeck (Bel) - 7 Robert Poulot (Fra) - 8 Joseph Spruyt (Bel) - 9 Victor Van Schil (Bel) - 10 Rolf Wolfshohl (Rfa)                              | - 11 Jaime Alomar (Esp) - 12 José Bernárdez (Esp) - 13 Antonio Bertrán (Esp) - 14 Rogelio Hernández (Esp) - 15 Esteban Martín (Esp) - 16 Fernando Manzaneque (Esp) - 17 Luís Otaño (Esp) - 18 José Pérez Francés (Esp) - 19 Raúl Rey (es) (Esp) - 20 Antonio Tous (Esp) | - 21 Willy Derboven (Bel) - 22 Armand Desmet (Bel) - 23 Henri De Wolf (Bel) - 24 Roger Baguet (nl) (Bel) - 25 Edward Sels (Bel) - 26 Edgard Sorgeloos (Bel) - 27 Joseph Planckaert (Bel) - 28 Michel Van Aerde (Bel) - 29 Noël De Pauw (Bel) - 30 Rik Van Looy (Bel)                                    |
| Kas | Portugal | Ford Gitane |
| - 31 Carlos Echeverría (Esp) - 32 Francisco Gabica (Esp) - 33 Antonio Gómez del Moral (Esp) - 34 Joaquim Galera (Esp) - 35 Sebastián Elorza (Esp) - 36 Manuel Martín Piñera (Esp) - 37 Julio Jiménez (Esp) - 38 Valentín Uriona (Esp) - 39 Antonio Barrutia (Esp) - 40 Eusebio Vélez (Esp) | - 41 Mario Silva (Por) - 42 José Pinto (Por) - 43 Joao Roque (Por) - 44 Agostinho Sous (Por) - 45 Peixoto Alves (Por) - 46 Francisco Valada (Por) - 47 Sergio Pascoa (Por) - 48 Jorge Corvo (Por) - 49 Laurentino Mendes (Por) - 50 Joaquim Leao (Por)                  | - 51 Lucien Aimar (Fra) - 52 Michel Grain (Fra) - 53 Guy Ignolin (Fra) - 54 Jean Jourden (Fra) - 55 Jean-Claude Lebaube (Fra) - 56 Paul Lemeteyer (Fra) - 57 Anatole Novak (Fra) - 58 Jean-Louis Quesne (Fra) - 59 Gérard Thielin (Fra) - 60 Jean-Claude Wuillemin (Fra)                                |
| Montjuich Tedi | Inuri Margnat | Olsa |
| - 61 Claude Mattio (Fra) - 62 Antonio Karmany (Esp) - 63 Juan Sánchez Camero (ca) (Esp) - 64 José Segú (Esp) - 65 Salvador Rosa Gómez (ca) (Esp) - 66 Antonio Suárez (Esp) - 67 Nicolás Cayero (Esp) - 68 José Antonio Artiñano (Esp) - 69 Jesús Manzaneque (Esp) - 70 Antonio Sabán (Esp) | - 71 Rudi Altig (Rfa) - 72 Willi Altig (Rfa) - 73 Federico Bahamontes (Esp) - 74 Gilbert Bellone (Fra) - 75 Antonio Blanco (Esp) - 76 José Martín Colmenarejo (Esp) - 77 Ginés García (Esp) - 78 Hans Junkermann (Rfa) - 79 Joseph Novales (Fra) - 80 Julio Sanz (Esp)  | - 81 Francisco López Muñoz (Esp) - 82 José Ramón Goyeneche (es) (Esp) - 83 Jesús Isasi (Esp) - 84 José María Errandonea (Esp) - 85 Andrés Incera (Esp) - 86 Gregorio San Miguel (Esp) - 87 José Luis Talamillo (Esp) - 88 Jacinto Urrestarazu (Esp) - 89 José Urrestarazu (Esp) - 90 Ventura Díaz (Esp) |
| Wiels Groene | | |
| - 91 Jozef Timmerman (Bel) - 92 Karl-Heinz Kunde (Rfa) - 93 Dieter Puschel (Rfa) - 94 Eddy Pauwels (Bel) - 95 Frans Verbeeck (Bel) - 96 Etienne Cotman (Bel) - 97 Alfons Hellemans (Bel) - 98 Karel Colpaert (Bel) - 99 Willy Van den Eynde (nl) (Bel) - 100 August Verhaegen (de) (Bel)   | | |